# 克勒青河
克勒青河（英語：Kelechin River），又名沙克思干河（英語：Shaksgam River），巴基斯坦称之为穆斯塔格河（英語：Muztagh River），是塔里木河上源叶尔羌河的左岸支流。

## 概要
源出叶城县境内的喀喇昆仑山的特拉木坎力冰川。该冰川长度约28公里，面积则达到了124平方公里。喀喇昆仑山脉中国境内的冰川约36%都集中在克勒青河谷中，面积达到2235平方公里。其中包括面积达380平方千米、长42km的音苏盖提冰川，是中国长度最长、面积最大的树枝状山谷冰川，由14条冰川汇聚而成。还有9条长度在18—30公里，面积在70—200平方公里的大型冰川。
克勒青河沿着中国-巴基斯坦的界山——喀喇昆仑山脉的北侧向西北流经塔什库尔干塔吉克自治县，在热斯喀木村(Raskam)的岔河口注入叶尔羌河。克勒青河河谷也被称作喀喇昆仑走廊，1963年，根据中华人民共和国和巴基斯坦政府签署的《中巴关于中国新疆和由巴实际控制其防务的各个地区相接壤的边界的协定》，巴基斯坦放弃对该谷地的领土要求。但是印度仍认为该地应属于查谟和克什米尔邦的一部分。克勒青河上游一段河谷是攀登乔戈里峰北坡的必经之地。
克勒青河与在巴控克什米尔境内的左岸支流Shimshal Braldu River（新沙勒-布拉尔杜河，中方称之为消尔布拉克代牙河）汇合处到克勒青河与克里满河（Koliman或者称为Oprang）汇合处之间的河段是中巴界河（参见一九六五年三月二十六日《中华人民共和国政府和巴基斯坦伊斯兰共和国政府关于标定中国新疆和由巴基斯坦实际控制其防务的各个地区相接壤的边界的议定书》第十二条的（五）到（八）款）。中国与巴基斯坦国界绝大多数地段以塔里木河与印度河的大分水岭为界，仅仅在新沙勒-布拉尔杜河这个很小的支流河谷是个例外，没有按照清晰的自然地理界限为界。
巴控克什米尔境内的左岸支流Shimshal Braldu River是巴基斯坦唯一一块属于塔里木河流域的土地。该河谷有Shimshal村，村民以高原牧业，放牧牦牛、羊等维生，说瓦罕语。Shimshal一般被翻译为新沙勒或者星峡尔。该河谷向西翻越Shimshal山口，沿Shimashal河而下，有道路可以通巴控克什米尔的喀喇昆仑公路。